# ピアノソナタ第5番 (スクリャービン)

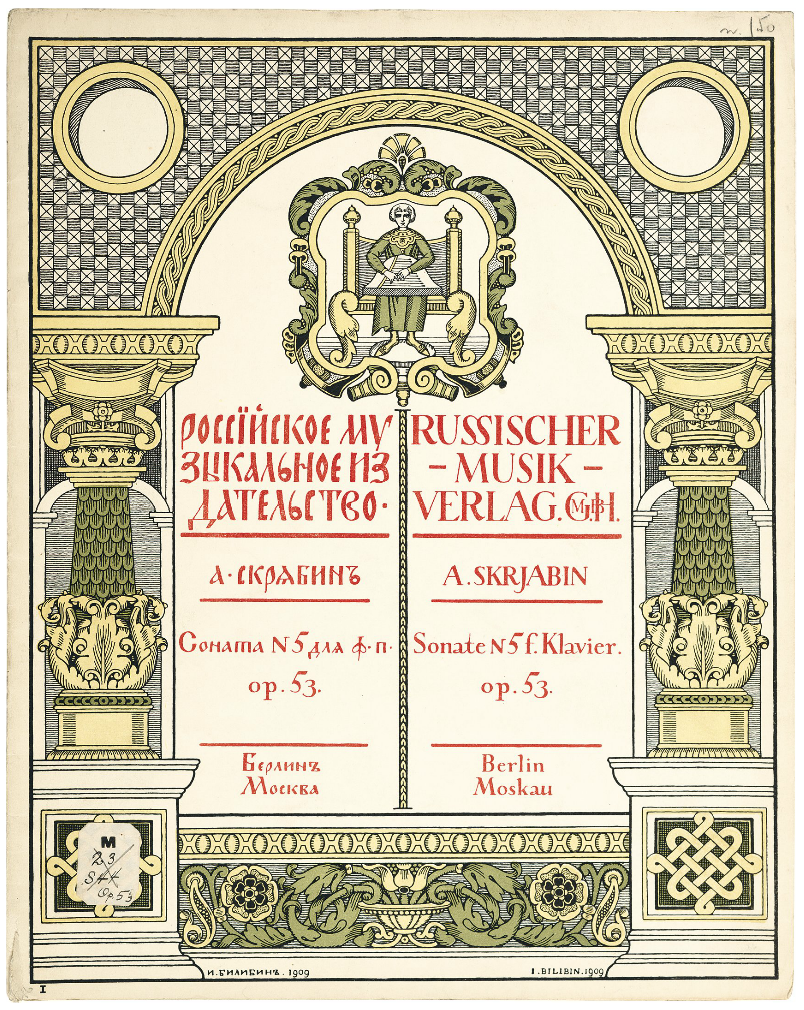
ソナタ第5番初版の表紙

ピアノソナタ第5番 作品53 は、アレクサンドル・スクリャービンが1907年に作曲したピアノソナタ。

## 概要
1907年12月の6日間ほどの短い期間の間で作曲され、翌1908年に出版された。なお出版に関しては出版社との折り合いがうまくいかず自費出版となっている。1908年11月18日に Mark Meitschik によりモスクワで初演された。
単一楽章（この曲以降スクリャービンのピアノソナタはすべて単一楽章となった）。調号は嬰ヘ長調に始まり、変ホ長調で結ばれるが、調性感に乏しいパッセージも少なくない。事実、最後の小節のグリッサンド的なパッセージの音の表記は序奏の開始楽句の最後のそれと完全に一致しており、調性記号は事実上無きに等しい。
初期のロマン派的な音楽から後期の神秘和音などを用いた独特な作風へ移行する過渡期にあるソナタで、超絶技巧を要する難曲でありながらスクリャービンのソナタの作品群の中では最もよく演奏される作品の1つである。ウラディーミル・ホロヴィッツ、スヴャトスラフ・リヒテル、ヴラディーミル・アシュケナージ、グレン・グールドなどの演奏が有名である。
タイトルに続いて、フランス語とロシア語で、自作のエッセイ『法悦の詩 Le Poème de l'Extase』 から取った自作の詩の一節が引用されている。

Я к жизни призываю вас, скрытые стремленья!

Вы, утонувшие в темных глубинах

Духа творящего, вы, боязливые

Жизни зародыши, вам дерзновенье приношу! 
Je vous appelle à la vie, ô forces mysterieuses!

Noyées dans les obscures profondeurs

De l'esprit créateur, craintives

Ebauches de vie, à vous j'apporte l'audace! 

私はお前を生へと招く、おお神秘の力よ! 
創造の精神の模糊とした深みに沈む。
 生のおどおどした胎児。
 そのお前に、私はいま大胆さをもたらす。
曲の構成は大枠でソナタ形式の定式に従っている。ほとんど調のないトリルから上昇するグリッサンド的パッセージへ続く急 - 緩（「languido 弱々しく」と指定されている）と続く序奏と、 3つの主題、そして長大な展開部、およびコーダを有する。ポリリズムを用い、スピード感と躍動感のある第1主題、第2主題、そして対照的に緩やかな第3主題が自在に緩急を織り成す。単一楽章制で演奏時間も10分から13分と決して長くはないが、それぞれの主題が個性を主張しており、それらによって多楽章的な要素をも持たせている。コーダでは序奏の緩の部分が三段楽譜を用いてダイナミックに再現され、最後には上記のように、序奏のグリッサンド的なパッセージが調性記号を異にしながらも全く同じ音で再現されて締めくくられる。